# Janov (Svitavyi járás)
Janov település Csehországban, a Svitavyi járásban. Janov Opatov, Čistá, Semanín, Benátky, Mikuleč és Strakov településekkel határos. Lakosainak száma 1003 fő (2024. január 1.).

## Népesség
A település lakosságának változását az alábbi diagram mutatja:
| Lakosok száma | 2278 | 2190 | 1883 | 890  | 799  | 745  | 989  | 984  | 971  | 1003 |
|               | 1869 | 1890 | 1921 | 1950 | 1980 | 2001 | 2017 | 2019 | 2022 | 2024 |